# Suriname aux Jeux olympiques d'été de 2004
Le Suriname participe aux Jeux olympiques d'été de 2004 à Athènes, en Grèce.
La délégation surinamaise est composée de 4 athlètes, 2 hommes et 2 femmes. Elle n'obtient aucune médaille durant ces jeux olympiques.
Le porte-drapeau lors de la cérémonie d'ouverture est l'athlète Letitia Vriesde

## Engagés par sport

### Athlétisme

#### Hommes
| Athlète            | Épreuve | Séries        | Séries       | Demi-finales | Demi-finales | Finale   | Finale |
| Athlète            | Épreuve | Résultat      | Rang         | Résultat     | Rang         | Résultat | Rang   |
| ------------------ | ------- | ------------- | ------------ | ------------ | ------------ | -------- | ------ |
| Cornelis Sibe (nl) | 800 m   | 2 min 00 s 06 | 8e (éliminé) | -            | -            | -        | -      |

#### Femmes
| Athlète         | Épreuve | Séries        | Séries         | Demi-finales  | Demi-finales  | Finale   | Finale |
| Athlète         | Épreuve | Résultat      | Rang           | Résultat      | Rang          | Résultat | Rang   |
| --------------- | ------- | ------------- | -------------- | ------------- | ------------- | -------- | ------ |
| Letitia Vriesde | 800 m   | 2 min 00 s 06 | 4e (qualifiée) | 2 min 06 s 95 | 8e (éliminée) | -        | -      |

### Natation

#### Hommes
| Athlète                     | Épreuve        | Séries   | Séries        | Demi-finales | Demi-finales | Finale   | Finale |
| Athlète                     | Épreuve        | Résultat | Rang          | Résultat     | Rang         | Résultat | Rang   |
| --------------------------- | -------------- | -------- | ------------- | ------------ | ------------ | -------- | ------ |
| Gordon Touw Ngie Tjouw (en) | 100 m papillon | 56 s 68  | 51e (éliminé) | -            | -            | -        | -      |

#### Femmes
| Athlète        | Épreuve    | Séries   | Séries         | Demi-finales | Demi-finales | Finale   | Finale |
| Athlète        | Épreuve    | Résultat | Rang           | Résultat     | Rang         | Résultat | Rang   |
| -------------- | ---------- | -------- | -------------- | ------------ | ------------ | -------- | ------ |
| Sade Dale (en) | 50 m libre | 29 s 27  | 54e (éliminée) | -            | -            | -        | -      |